# 8053 Kleist
8053 Kleist (4082 P-L) là một tiểu hành tinh vành đai chính được phát hiện ngày 25 tháng 9 năm 1960 bởi Cornelis Johannes van Houten, Ingrid van Houten-Groeneveld và Tom Gehrels ở Đài thiên văn Palomar.